# Триглав (сторожевой катер)
Сторожевой катер «Триглав» (словен. Večnamenska ladja 11 Triglav / VNL-11 Triglav) — сторожевой катер проекта 10412 «Светляк» (экспортный вариант проекта 10410), состоящий на вооружении ВМС Словении и несущий службу в 430-м морском дивизионе. Назван в честь самой высокой горы Словении. Катера подобного проекта предназначены для охраны прибрежной зоны, отражения нападений с воздуха и моря противников, проведения поисково-спасательных операций и обучения личного состава военно-морских сил.

## Характеристики

### Главные размерения и двигатель

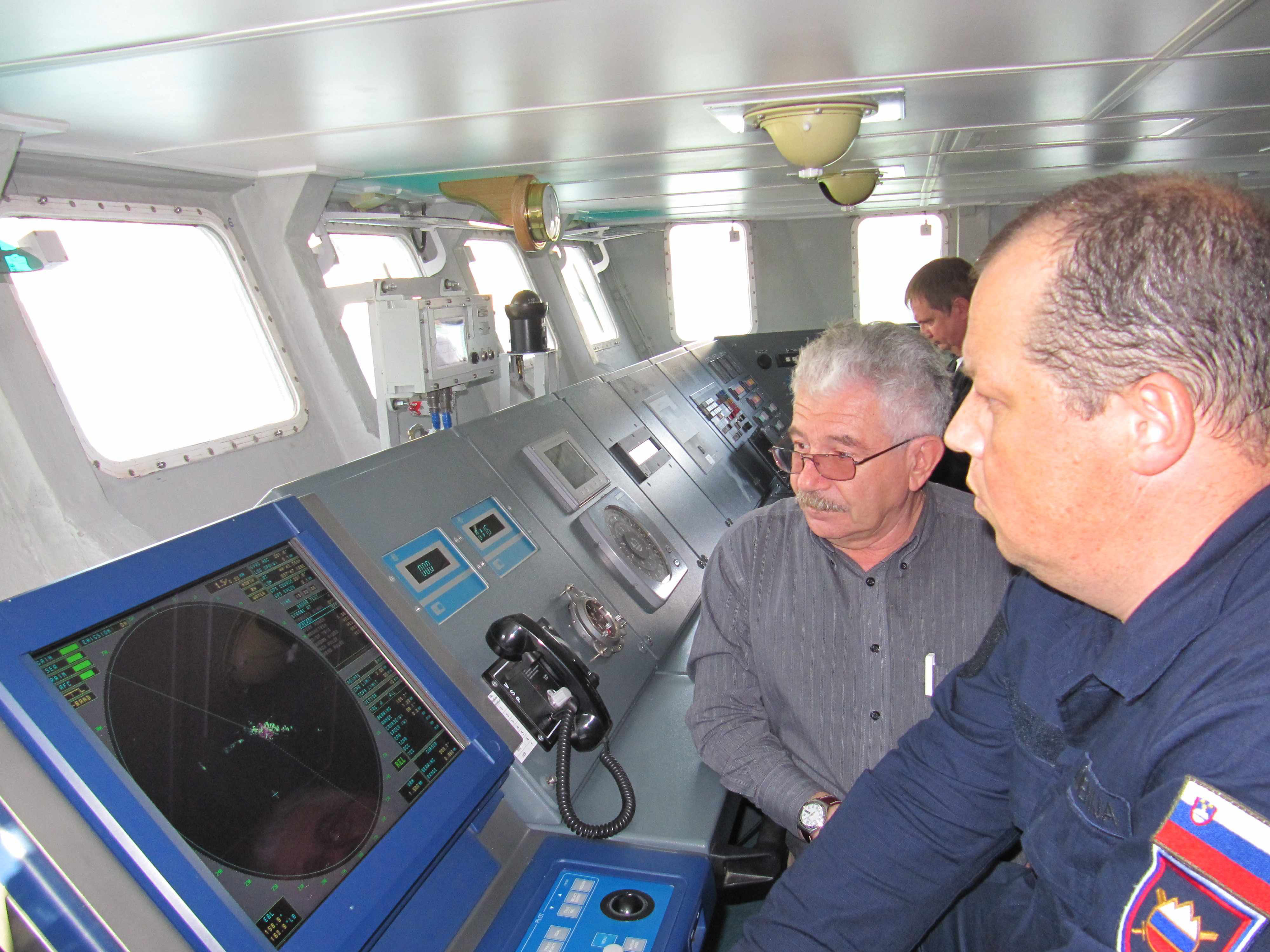
Капитанский мостик

Катер относится к кораблям проекта 10412 «Светляк» — экспортной модификации проекта 10410. Главные размерения корабля: длина 49,5 м, ширина — 9,2 м, осадка — 2,5 м. Полное водоизмещение — 375 т. Главная энергетическая установка состоит из трех немецких дизельных двигателей MTU 16 V 4000 M 73L суммарной мощностью 16200 л. с. и редукторов ZF 9000 с передаточным отношением 1:2,259. Мощность каждого двигателя составляет 5400 л. с. или 2880 кВт. Управление двигателей осуществляется с помощью системы Blue Vision. Двигатели могут развивать от 500 до 2500 оборотов в минуту.
Обычно на борту катеров проектов 10410/10512 также могут устанавливаться дизельные генераторы типов ДГФА-100/1500 и ДГФА-200/1500. В двух машинных отделениях катера «Триглав» установлены три вспомогательных дизель-генератора, которые приводятся в действие вспомогательными двигателями: так, в носовой части между двумя главными двигателями установлен вспомогательный двигатель MAN D 2866 LXE, приводящий в действие один электрогенератор. Это 4-тактный 6-цилиндровый рядный дизельный двигатель с турбокомпрессором; при 1500 оборотах двигателя в минуту генератор может вырабатывать 200 кВт электроэнергии. В кормовом машинном отделении установлены два генератора, подпитываемые от двигателя MAN D 2866 E — 4-тактного 6-цилиндрового двигателя без турбокомпрессора; каждый генератор вырабатывает до 100 кВт электроэнергии при 1500 оборотах двигателя в минуту. Все три генератора могут работать либо одновременно, либо по мере необходимости (в зависимости от потребления электроэнергии).
Максимальная скорость корабля может достигать 31—32 узлов. При работе двигателей на минимальных оборотах минимальная скорость хода составляет 4,5 узлов; при работе на холостом ходу расход топлива главными двигателями составляет 15 литров в час, при 500 оборотах в минуту — 45 л в час, при скорости корабля 7,5 узлов и 2050 оборотах двигателей в минуту — 2100 л в час. Дальность плавания составляет 2200 морских миль при экономическом ходе 12—13 узлов, автономность плавания — до 10 суток. Численность экипажа корабля, по разным данным, составляет до 24, 28 или 40 человек.

### Вооружение

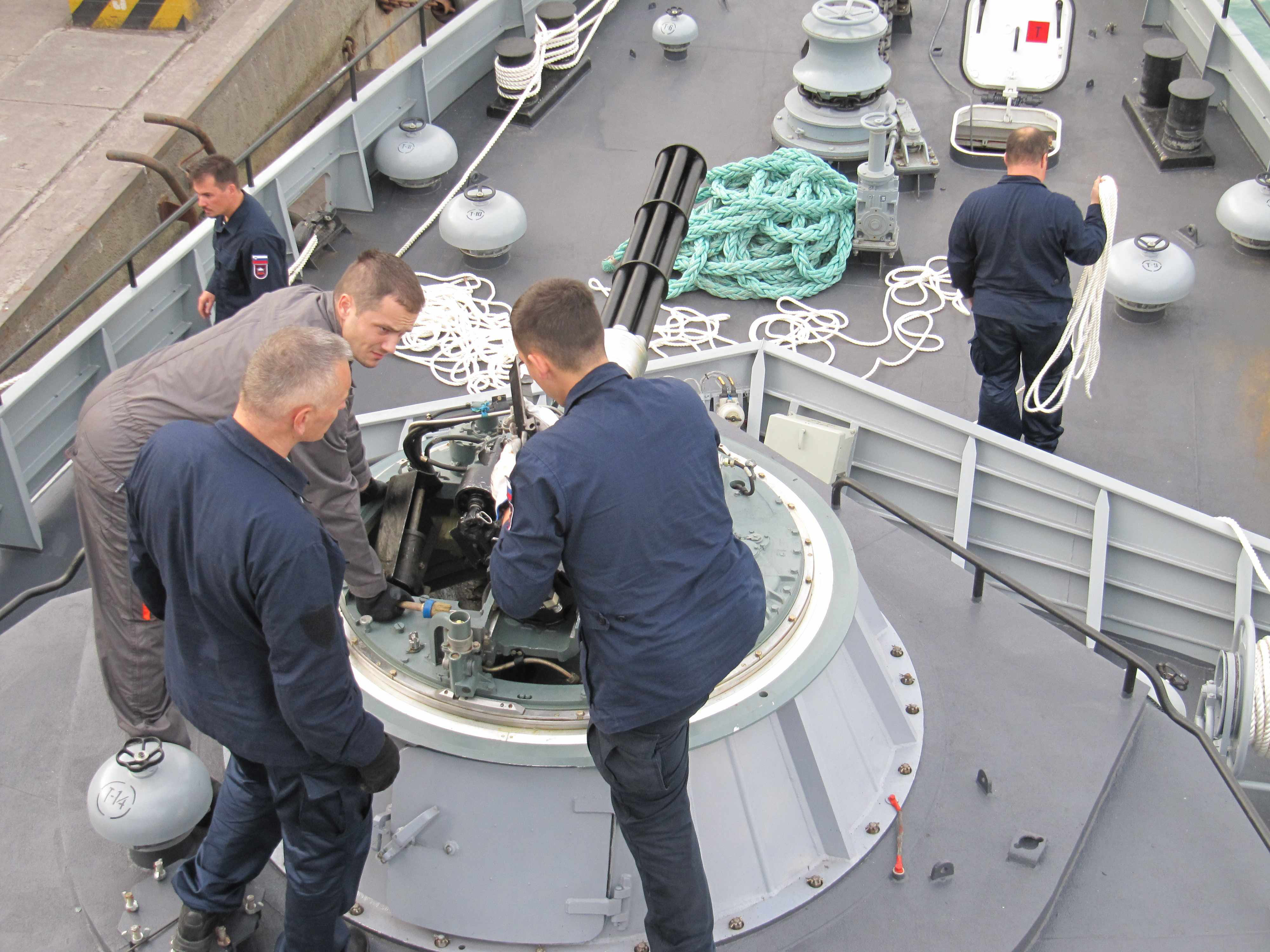
Артиллерийская установка АК-630

Комплект вооружения катера включает две шестиствольные 30-мм артиллерийские установки АК-306М, артиллерийские установки типов АК-630М (2 тысячи выстрелов) и АК-176М (152 выстрела), две 14,5-мм морские тумбовые пулеметные установки и ракетный комплекс «Штурм-В» (две строенные пусковые установки. На борту корабля может размещаться до 16 комплектов переносных зенитно-ракетных комплексов «Игла» (для данной модификации возможно использование шести корабельных комплексов ЗМ-47 «Гибка» с ЗРК типа «Игла-1М»). Обводы корпуса в сочетании с дизельной установкой позволяют использовать оружие без ограничения по скорости на волнении моря до 4 баллов.

### Радиоэлектронная аппаратура
К радиоэлектронной аппаратуре катера «Триглав» и проекта 10412 в целом входят разнообразные навигационные и радиолокационные средства, среди которых — навигационный радар «Фуруно» FR-2150W, интегрированная навигационная система «Горизонт-25», гироазимутногоризонтный компас ГАГК-1 «Пастильщик-Д», магнитный компас КМ-69М2, автоматизированный комплекс связи «Буран-6Е», лаг индукционный электрический с функциями эхолота ЛЭМ2-2, радиопеленгатор РН-1, автопрокладчик АП-5, корабельная спутниковая система NT-200D, корабельный комплекс постановки помех ПК-10 «Смелый», приёмоиндикатор наземных радионавигационных систем КПИ-9Ф и система управления огнём СП-520М-2 для артиллерийской установки АК-630. В оборудование входят также кессонная камера и два надувных катера, установленные уже после передачи катера ВМС Словении.

## Строительство
Контракт на поставку катера был подписан 17 июля 2008 года в рамках погашения долга СССР перед бывшей Югославией, составлявшего 129 миллионов долларов. Стоимость строительства корабля оценивалась в 35 миллионов долларов, ещё 7,5 миллионов Министерство обороны Словении заплатило за поставку боевой системы управления, вооружения и боеприпасов. Судно было заложено в сентябре 2008 года на петербургском судостроительном предприятии «Алмаз» под заводским номером 043, который носило до 10 ноября 2010 года.
Торжественный спуск судна на воду состоялся 21 июля 2010 года в Санкт-Петербурге. На церемонии спуска присутствовали действовавшая губернатор Санкт-Петербурга Валентина Матвиенко и министр обороны Словении Любица Елушич. К этому моменту словенский экипаж прошёл теоретический и практический курсы подготовки в России. Теоретическую часть моряки прослушали в Институте береговой охраны в Анапе, а практическую часть изучали в Санкт-Петербурге: обучение шло на английском языке, по окончании курсов команда получила дипломы и аттестаты. В ночь с 8 на 9 октября 2010 года корабль покинул гавань Санкт-Петербурга и отправился в Копер.

## Служба
В процессе передачи катера «Триглав» Военно-морским силам Словении было заявлено, что катер войдёт в состав 430-го морского дивизиона, который занимается патрулированием территориальных вод Словении в Адриатическом море, и будет использоваться также для проведения поисково-спасательных операций, контроля загрязнения окружающей среды и тушения пожаров.
15 декабря 2013 года «Триглав» отправился к восточному побережью Сицилии, чтобы оказать помощь Италии в спасении беженцев из Африки, которое осуществлялось в ходе операции «Маре Нострум». Словенский контингент составлял 39 человек — 32 члена экипажа катера, два военных полицейских, два сотрудника медицинской службы и три представителя национального подразделения тылового обеспечения.
В октябре 2015 года «Триглав» отправился к побережью Южной Италии для участия в спасательной операции «София», направленной на помощь ливийским беженцам, перебиравшимся в Европу по морю. 28 октября им были приняты на борт 100 человек (71 мужчина, 17 женщин, 12 детей).
В мае 2018 года после очередного выхода в Средиземноморье на борту судна произошла поломка двигателя.